# К
К je cirilska črka, ki se je razvila iz grške črke Κ. Izgovarja s kot k in se po navadi tako tudi prečrkuje v latinico (v nekaterih jezikih se prečrkuje tudi v c).
Tradicionalno ime te črke je kako (како), v novejšem času pa se bolj uporablja kratko ime ka.
| tiskano | pisano |
| ------- | ------ |
| К к     | К к    |

## Sorodne črke
Črki К je sorodna črka Ќ, ki se uporablja v makedonščini za zapis mehčanega k - torej kj oziroma k'. Ta glas je podoben (v nekaterih narečjih identičen) glasu ć v srbščini in hrvaščini. Če temu glasu sledi glas e ali i, se črtico na К izpušča (zgled: pisava cirilica se v makedonščini imenuje кирилица, kar se izgovarja mehčano - torej nekako med kjirilica in ćirilica).